# Ватануки, Тамисукэ
Тамисукэ Ватануки (綿貫 民輔; род. 30 апреля 1927, Нанто) — японский государственный деятель, председатель Палаты представителей (2000—2003), министр строительства (1990).

## Биография
Родился 30 апреля 1927 года.
Окончил экономический факультет Университета Кейо. Он был избран в Парламент в 1969 году как член Либерально-демократической партии
.
В 1975 году он занимал пост вице-министра международной торговли и промышленности в кабинете премьер-министра Мики и должность заместителя министра почты при премьер-министре Фукуде, а также некоторые другие должности в кабинете министров в 1980-х годах. Он был спикером Палаты представителей с июля 2000 по ноябрь 2003 года.
Он решительно выступал против плана премьер-министра Коидзуми по приватизации национального почтового отделения и сформировал Новую народную партию в 2005 году, чтобы противостоять этому плану. Хотя партия Коидзуми легко получила значительное большинство голосов на выборах 11 сентября 2005 года, Ватануки разгромил соперника в своем округе.